# Polyerata amabilis
Polyerata amabilis là một loài chim trong họ Trochilidae.